# 龍王岳
龍王岳（りゅうおうだけ）は、富山県中新川郡立山町にある飛騨山脈立山連峰の山。標高は2,872 m。日本で38番目の高さの山である。富山県登山連盟の富山の百山の一つ。

## 概要
立山連峰に属する山で、室堂平からはその山容は見えないが、懺悔坂から龍王岳の岩峰が見える。山の東西はどちらも小規模なカールとなっている。龍王岳と鬼岳の間にあるU字状の谷（窓）は富山平野から見える氷河地形の一つである。
黒部川側のカール底では、龍王池という小さな氷河湖があり、かつて一ノ越山荘でその湖水を利用していたことから「山荘池」と言われていた。現在の一ノ越山荘の水源は龍王岳北側の雪渓である。
山頂は狭いが360度見える。立山カルデラの崩壊地と黒部川のV字谷などを見ることができる。

## 山岳信仰
山名になっている龍王とは竜族の王で仏法を守護し雨を祈る本尊であり、かつては当山の山頂に雄山神社東社の龍王獄社の小社があった。祭神は天水分神と国水分神で、天地の水を司る神である。
立山カルデラにある湖沼の一つである刈込池は龍王の住処とされ、伝説では立山開山の祖、佐伯有頼が常願寺川の氾濫を鎮めるため水害をもたらす三里四方の悪龍や大蛇を立山権現に祈って全てこの池に閉じ込めたという。
1858（安政5）年の大地震の水害以降は、立山温泉に龍王岳から移動した水上龍王堂があり、刈込池の龍神に請雨止雨を祈祷したとされる。

## 登山
五色ヶ原への縦走路の途中に仮設小屋の雪解け石積みのある分岐点があり、そこからすぐ山頂に着く。室堂からは約1.5時間の過程となる。